# Brachypelma annitha
Brachypelma annitha is een bodembewonende spin uit de familie vogelspinnen (Theraphosidae). De soort wordt ook wel als ondersoort van de Mexicaanse roodknievogelspin (Brachypelma smithi) beschouwd. 
De spin onderscheidt zich van de Mexicaanse roodknievogelspin door de bruine band aan de rand van de carapax en een rodere kleur op de poten. De meeste volwassen spinnen hebben ook een duidelijk zichtbare zwarte driehoek op het kopborststuk. Vrouwelijke exemplaren kunnen tot 20 jaar oud worden. De meeste volwassen exemplaren bereiken een lichaamslengte van 7 tot 8 centimeter.
De spin is endemisch in Mexico. Ze houdt van een temperatuur die betrekkelijk hoog ligt voor vogelspinnen uit het geslacht Brachypelma, namelijk 28 à 32 graden Celsius. De luchtvochtigheid daarentegen ligt iets lager, rond de 65%.
Deze spin is niet agressief, maar wel prikkelbaarder dan de Mexicaanse roodknievogelspin. Dit betekent dat hij sneller met brandharen zal strooien om indringers te waarschuwen. De haren kunnen een irriterende sensatie veroorzaken, zoals jeuk op de huid en aanhoudende hoest bij inademing van de haren.